# 石胆酸
石胆酸（英語：Lithocholic acid，也被称为3α-羟基-5β-胆烷-24-羧酸，3α-hydroxy-5β-cholan-24-oic acid，缩写LCA）是一种胆汁酸，可作为溶解剂促进脂肪的吸收。结肠中的石胆酸主要来自鹅去氧胆酸，由肠道细菌的酶将其甾体骨架B环上的7α-羟基还原而来。
石胆酸已证明对实验动物和人类具有致癌性。初步的 in vitro 实验发现石胆酸可以选择性的杀死成神经细胞瘤细胞，同时保留正常的神经元细胞，并且在生理相关浓度下对许多其他恶性细胞类型具有细胞毒性。

## 延伸阅读
- Goldberg, AA; Richard, VR; Kyryakov, P; Bourque, SD; Beach, A; Burstein, MT; Glebov, A; Koupaki, O;  et al. . Aging. 2010, 2 (7): 393–414. PMC 2933888 . PMID 20622262.

Template:Vitamin D receptor modulators